# Offuscation
Pour l'offuscation telle qu'utilisée en informatique, voir code impénétrable.
L’offuscation, assombrissement, obscurcissement ou brouillage, est une stratégie de gestion de l'information qui consiste à obscurcir le sens qui peut être tiré d'un message. Cette stratégie peut être intentionnelle ou involontaire.
Cette stratégie peut servir en matière de protection de la vie privée (par exemple, pour la protection des données personnelles ou la gestion de la réputation numérique), mais peut servir de base à un choix dans le contenu du message, à des tactiques de guerre ou à la sauvegarde de la confidentialité des informations.
On peut également parler de masquage ou d'opacification. L'usage utilise aussi le terme obfuscation, néologisme d'emprunt lexical tiré de l'anglais obfuscation venant du latin obfuscare (construit avec ob : devant, fuscus : sombre).

## Exemples de stratégies reposant sur l'offuscation
L'offuscation peut être utilisée dans des contextes spécifiques et à des fins différentes. Par exemple, pendant la Seconde Guerre mondiale, les bombardiers britanniques et américains commencèrent à utiliser des paillettes d'aluminium. Ces paillettes, larguées au moment opportun, brouillaient le signal des radars allemands, ce qui empêchait les opérateurs ennemis de les localiser et de signaler leur position aux chasseurs de l'Axe. 
Toute action dont le sens profond est masqué par une action opportune en surface est potentiellement qualifiable d'offusquée. Ainsi, la création et le recours à l'argot peut également être perçu comme une tentative d'offuscation, visant à empêcher les non-initiés de comprendre le message échangé entre les interlocuteurs.
La qualité d'une offuscation peut se mesurer par rapport au temps nécessaire à la percevoir. L'offuscation peut n'avoir pour objectif d'obscurcir le sens de l'information que pendant un temps limité. Dans l'exemple des paillettes utilisées par les avions, l'offuscation ne dure que le temps que les paillettes rejoignent le sol ou soient suffisamment dissociées du signal de l'avion pour que celui-ci réapparaisse sur les radars ennemis. L'objectif de la stratégie est alors de retarder la compréhension, de manière à gagner du temps.

## Utilisation en matière de protection de la vie privée
La protection de la vie privée repose sur des normes sociales, juridiques (par exemple, en France, la loi Informatique et Libertés) ou techniques (comme la cryptographie, qui vise à rendre illisible le message à d'autres personnes que son expéditeur et son destinataire). À l'ère d'Internet, ces protections sont remises en question par les faiblesses de régulation de l'Internet au niveau mondial et par les progrès technologiques.
Confronté à la publication ou à la « fuite » de données confidentielles, gênantes ou diffamantes, il devient de plus en plus difficile de les faire corriger, effacer ou d'exercer un droit de réponse. L'offuscation peut consister à dissimuler le sens ou l'importance d'une information sans annuler sa visibilité, en la noyant dans une masse d'informations de même type, mais non pertinentes, et par exemple, à la rendre plus difficile à trouver en utilisant un moteur de recherche.

## Exemples et outils
- Sur le site de notation des professeurs Note2be, des enseignants opposés à la démarche du site ont proposé à l’évaluation Karl Marx ou Achille Talon[4].
- TrackMeNot, une extension du navigateur Firefox, multiplie les requêtes aléatoires à Google afin que les vraies requêtes même si elles sont enregistrées, ne renseignent en rien sur les centres d’intérêt de l'internaute espionné[5],[6].
- Des recherches traitent de la manière d’« assombrir » les informations de géolocalisation[7] pour protéger la vie privée des utilisateurs d’objets communicants.
- Adnauseam, une extension disponible sur la majorité des navigateurs, simule le clic sur toutes les publicités de la page et génère ainsi une profusion de signaux à destination des algorithmes de surveillance. Cet outil non intrusif a été conçu par une chercheuse du MIT spécialiste de la vie privée, Helen Nissenbaum[8].